# Кульдорск
Кульдорск — деревня в Первомайском районе Томской области. Входит в состав Куяновского сельского поселения. России. Входит в состав Куяновского сельского поселения. Население 2 чел. (2021) .

## История
Основана в 1907 г. В 1926 году состояла из 48 хозяйств, основное население — русские. В составе Уйдановского сельсовета Зачулымского района Томского округа Сибирского края.
Согласно Закону Томской области от 10 сентября 2004 года № 204-ОЗ "О наделении статусом муниципального района, сельского поселения и установлении границ муниципальных образований на территории Первомайского района сельский населённый пункт вошёл в состав Куяновского сельского поселения.

## Население
| 1926 | 2002 | 2010 | 2012 | 2013 | 2014 | 2015 |
| ---- | ---- | ---- | ---- | ---- | ---- | ---- |
| 249  | ↘32  | ↘9   | ↘6   | ↘5   | ↘3   | ↘1   |
| 2021 |      |      |      |      |      |      |
| ↗2   |      |      |      |      |      |      |